# Washim (huyện)
Huyện Washim là một huyện thuộc bang Maharashtra, Ấn Độ. Thủ phủ huyện Washim đóng ở Washim. Huyện Washim có diện tích 5155 ki lô mét vuông. Đến thời điểm năm 2001, huyện Washim có dân số 1019725 người.